# Андре, Христиан Карл
Христиан Карл Андре (нем. Christian Karl André; 20 марта 1763[…], Хильдбургхаузен — 19 июля 1831, Штутгарт) — один из ведущих немецких естествоиспытателей, издатель, экономист, педагог и агроном XIX века. Он был один из исследователей наследования, чьи взгляды и достижения проложили дорогу исследованиям Грегора Менделя, основателя современной генетики.

## Биография
Родился 20 марта 1763[…] в Хильдбургхаузене.
Обучался в Йенском университете. После окончания работал учителем в Эйзенахе и в Шнепфентальской школе Зальцмана в Готе.
В 1798 году переехал в Брно, где он возглавлял лютеранскую школу, издавал газету Patriotisches Tagebuch (Патриотический блокнот) и был редактором еженедельного журнала Oekonomische Neuigkeiten und Verhandlungen (Экономические новости и заметки). Он был ведущим участником Моравского Сельскохозяйственного Общества, популяризируя прикладные научные исследования, в частности в области овцеводства. 
В 1820 году переехал в Штутгарт, где публиковал Landwirtschaftliche Zeitschrift (Сельскохозяйственный Журнал) и занимал должность советника руководителя Вюртемберга.
Умер 19 июля 1831 (68 лет) в Штутгарте.

## Научное наследие
Уже в 1795 году в своём учебнике по зоологии Андре продемонстрировал понимание того, как характеристики обоих родителей вносят вклад в характеристики нового индивида, что противоречило старой концепции преформизма.
В 1815 году он разработал научно-исследовательскую программу для Моравского Сельскохозяйственного Общества, подчеркивая необходимость в базовых и прикладных исследованиях в естественных науках. С помощью многочисленных журнальных публикаций Андре распространял информацию о достижениях в животноводстве и растениеводстве, полученных в Моравском Сельскохозяйственном Обществе и в Великобритании. Он играл важную роль в организации отделения овцеводства в Моравском Сельскохозяйственном Обществе — первая животноводческая ассоциация в континентальной Европе  — которая изучала методы искусственной селекции и переноса биологических признаков от родителей к потомству, то есть наследования.
Андре скрупулёзно изучил вопрос о том, как и при каких условиях инбридинг ведет к ослаблению потомства. В 1819 году он продемонстрировал только что изобретённый микрометр для измерения качества шерсти, что расценивалось, как "начало новой эпохи в научном скрещивании, определяемом с математической точностью". Его сын, Рудольф (1792–1827) также изучал теорию и практику разведения разведения овец.
Научная среда, которую он развивал в империи Габсбургов, вскоре стала известна по всей Европе, и это простимулировало дальнейшие исследования в разведении животных и растений, что, в свою очередь, подготовило почву для достижений  Грегора Менделя.